# The Joneses
The Joneses is een Amerikaanse tragikomedie onder regie van Derrick Borte, die ook samen met Randy T. Dinzler het verhaal schreef. De film ging op 13 september 2009 in wereldpremière op het Internationaal filmfestival van Toronto.

## Verhaal
Steve (David Duchovny) en Kate Jones (Demi Moore) komen samen met hun kinderen Jenn (Amber Heard) en Mick (Ben Hollingsworth) in een welgestelde buurt wonen. Daar zijn ze binnen de kortste keren de trendsetters binnen alle geledingen van de plaatselijke samenleving. Alle vier de Joneses paraderen de hele tijd rond met alle nieuwste mode, snufjes en hebbedingetjes die vermogende mannen, vrouwen en jongeren zich maar kunnen wensen, nog vóór ze die wensen. Daarbij slagen ze erin zo sympathiek over te komen, dat heel de buurt op de Joneses wil gaan lijken. Iedereen koopt wat zij kopen en wil hebben wat zij hebben. De Joneses zelf staan iedereen bij met advies waar en hoe ze aan alle gewilde spulletjes kunnen komen en wat er allemaal nog meer aan hippe handel verkrijgbaar is.
In realiteit zijn Steve en Kate echter geen stel en Jenn en Mick niet hun kinderen. Ze heten ook geen van allen echt Jones. Het viertal bestaat uit een groep verkopers die in het geheim voor een bedrijf werkt dat zo veel mogelijk dure spullen wil slijten aan welgestelde mensen. De Joneses zijn wandelende reclamezuilen en alles wat ze vertegenwoordigen is te koop bij het moederbedrijf waarvoor ze werken. Hun klanten hebben daarbij niet door dat hen iets verkocht wordt, omdat er geen relatie zichtbaar is tussen de Joneses en de winkels waar hun spullen vandaan komen. Kate is de hoofdverkoopster. Voor haar is Steve haar zoveelste 'echtgenoot' in projecten die telkens een jaar beslaan, voor ze met haar al dan niet op enkele plaatsen gewijzigde 'familie' naar een andere plaats verhuist om daar dezelfde truc uit te halen.
Voor Steve is het project het eerste waar hij ingestapt is. Hij is een mislukte golfprof en voormalig autohandelaar. Het valt hem niet mee om 24 uur per dag verkoper te zijn. Hij wil het zo nu en dan gewoon gezellig hebben met zijn 'familieleden', wanneer er geen pottenkijkers aanwezig zijn. Steves ideeën worden aanvankelijk met weinig enthousiasme ontvangen door zijn door de wol geverfde medeverkopers. Naarmate de tijd verstrijkt, beginnen hun voltijds professionele rollen niettemin barstjes te vertonen wanneer er menselijke gevoelens en verlangens opspelen. Zo blijkt Kate vrijgezel uit zelfbescherming, omdat ze in het verleden gekwetst is. Jenn krijgt een knauw wanneer ze denkt een rijke getrouwde man aan de haak te hebben geslagen, maar die blijkt haar alleen gebruikt te hebben voor seks. De reden dat Mick met zoveel gemak de avances ontwijkt van allerlei meisjes, is dat hij zich begint te realiseren dat hij op mannen valt. Omdat de Joneses in de buitenwereld nergens terechtkunnen met hun werkelijke gevoelens en persoonlijkheden, vallen ze elkaar daarom toch steeds meer in de armen.

## Cast
| - David Duchovny - Steve Jones - Demi Moore - Kate Jones - Amber Heard - Jenn Jones - Ben Hollingsworth - Mick Jones - Gary Cole - Larry Symonds - Glenne Headly - Summer Symonds - Lauren Hutton - KC - Chris Williams - Billy - Christine Evangelista - Naomi Madsen - Robert Pralgo - Alex Bayner - Tiffany Morgan - Melanie Bayner - Joe Narciso - Henry - Ric Reitz - Bob Jones | - L. Warren Young - Detective Gardner - Hayes Mercure - Tim Madsen - Andrew DiPalma - Will - Jenson Goins - Ami - Norma Zea Kuhling - Beth - Jason Horgan - Mr. Stallings - Catherine Dyer - Sylivia - Kim Wall - Bethany - Jennifer Van Horn - Loretta - John Atwood - Ken - Ashley LeConte Campbell - Mary Beth - Niko Novick - Harry |